# 挟射

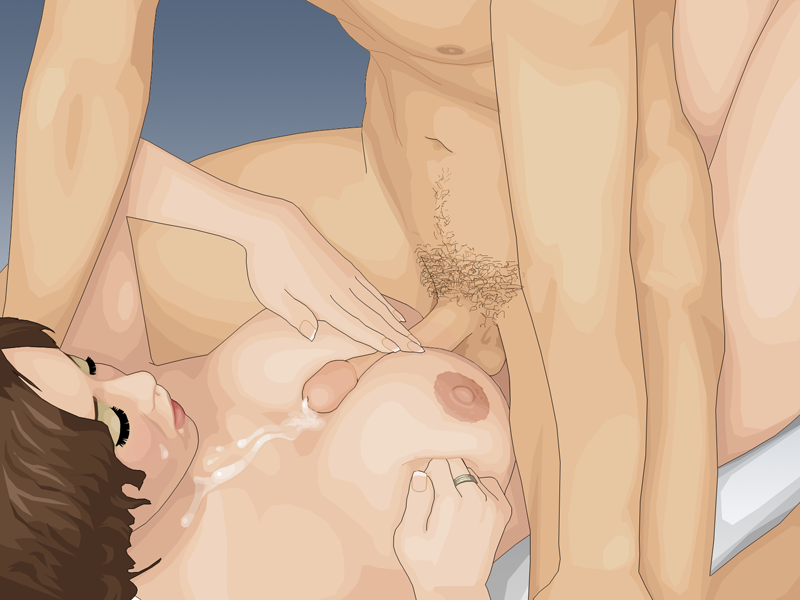
パイズリによる挟射。この状態では、男性は横たわった女性の上に座っている。

挟射（きょうしゃ）は、射精形態の一種。

## 概説
パイズリされながら、女性の胸の谷間にペニスを挟まれたまま行う射精のこと。胸射が膣挿入からの連続プレイであり、胸の谷間には挟まれていない状態で胸に精液を浴びせる行為であるのに対し、挟射は胸の谷間に挟まれたまま射精する行為である。パイズリされていても、最後に胸の谷間からペニスを離して胸に精液をかけるのは胸射であり、挟射ではない。
元はマニアの間で生まれた造語。パイズリの後に手コキやフェラチオではなく、パイズリ状態のまま射精したいというマニアの願望を現す単語として、様々なアダルトメディアで広く使われるようになった。
胸の谷間で挟まれている以上、精液は顔や首に対してかかるか、あるいは胸の上部や胸の中にかかる。射精の勢いが強い場合は、間欠泉のように胸の谷間から顔近くまで噴射する姿が、AVではよく見られる。挟射は基本的に乳房に挟まれながらの射精であるが、パイズリフェラで亀頭を咥え込んでいる場合は、口の中で射精される。射精時にもペニスが乳房に挟まれている場合は挟射の変形と言えるが、挟まれていない場合は口内射精である。
ちなみに、高橋がなりなどによれば、パイズリや挟射は単に巨乳フェティシズムの究極形態というだけでなく、女性が男性を受容し、守り、赦すという存在になりつつあるという現代日本の社会構造の変化が生み出した、ネオフェティシズムとする識者も少なくないとのことである。